# Crepicardus raffrayi
Crepicardus raffrayi – gatunek chrząszczy z rodziny sprężykowatych i plemienia Crepidomenini.

## Taksonomia
Gatunek został opisany w 1884 przez L. Fairmaire'a. Nazwa gatunkowa nadana została na cześć Achille Raffraya, francuskiego entomologa. W rodzaju Crepicardus tworzy wraz z C. candezei, C. niger i C. puncticollis grupę gatunkową candezei.

## Występowanie
Gatunek jest endemitem Madagaskaru.